# José Antonio Escudero
José Antonio Escudero López (ur. 12 października 1936 w Barbastro) – hiszpański polityk, prawnik, historyk i nauczyciel akademicki, senator, poseł do Parlamentu Europejskiego II, III i IV kadencji.

## Życiorys
Studiował prawo na uniwersytetach w Saragossie i Santiago de Compostela. Doktoryzował się na Uniwersytecie Complutense w Madrycie. Jako nauczyciel akademicki związany m.in. z uczelniami w Santanderze, Cáceres, Alcalá de Henares i Madrycie, w połowie lat 70. był dziekanem wydziału prawa w San Sebastián. Objął później stanowisko profesorskie na uczelni UNED.
Po przemianach politycznych w Hiszpanii w latach 70. zaangażował się w działalność polityczną w ramach Unii Demokratycznego Centrum. W latach 1977–1979 wchodził w skład hiszpańskiego Senatu. Później działał w Centrum Demokratycznym i Społecznym, po czym dołączył do Partii Ludowej. W latach 1987–1999 sprawował mandat eurodeputowanego II, III i IV kadencji.
Autor publikacji naukowych, poświęconych głównie historii prawa. Trzykrotnie wyróżniany nagrodą Premio Nacional de Historia (1969, 1979 i 2009). Od 1991 członek akademii jurysprudencji i legislacji (Real Academia de Jurisprudencia y Legislación), w 2015 wybrany na jej przewodniczącego. Od 2008 członek Królewskiej Akademii Historii.